# NGC 2676
NGC 2676 في الفهرس العام الجديد، هي مجرة، تقع في كوكبة الدب الأكبر. اكتشفت في 24 نوفمبر 1886 بواسطة لويس سويفت.

## روابط خارجية
- NGC 2676 على موقع ويكي سكاي: DSS2, SDSS, GALEX, IRAS, Hydrogen α, X-Ray, Astrophoto, Sky Map, Articles and images